# Bowesdorpia tricornis
Bowesdorpia tricornis är en insektsart som beskrevs av Synave 1956. Bowesdorpia tricornis ingår i släktet Bowesdorpia och familjen sköldstritar. Inga underarter finns listade i Catalogue of Life.